# Karate-Europameisterschaften 2005
Die 40. Karate-Europameisterschaften der European Karate Federation wurden vom 13. bis 15. Mai 2005 in San Cristóbal de La Laguna, Spanien ausgetragen. Insgesamt starteten 386 Teilnehmer aus 40 Nationen.

## Medaillen Herren

### Einzel
| Kategorie     | Gold                    | Silber              | Bronze                                  |
| ------------- | ----------------------- | ------------------- | --------------------------------------- |
| Kata          | Luca Valdesi            | Fernando San José   | Vu Duc Minh Dack Lucio Maurino          |
| Kumite –60 kg | Francesco Ortu          | Geoffrey Berens     | Yusif Alish Jafarov Ioannis Syllas      |
| Kumite –65 kg | Dimítrios Triantafýllis | Mathieu Cossou      | Rashad Huseynov Ciro Massa              |
| Kumite –70 kg | Jeyhun Aghasiyev        | Rida Bel Lahsen     | Goran Lučin Óscar Vázquez               |
| Kumite –75 kg | Timothy Petersen        | Yavuz Karamollaoğlu | Davíd Santana Konstantinos Papadopoulos |
| Kumite –80 kg | Daniël Sabanovic        | Davin Pack          | Gogita Arkanin Ludovic Cacheux          |
| Kumite +80 kg | Fehmi Mahalla           | Jan Tuček           | Geir Magne Brastad Youcef Hamour        |
| Kumite Open   | Rafael Aghayev          | Iván Leal           | Yusuf Baser Diego Vandeschrick          |

### Mannschaft
| Kategorie | Gold | Silber                                               | Bronze                            |
| --------- | --- | ---------------------------------------------------- | --------------------------------- |
| Kata      | Spanien Manuel Cedres Damián Quintero Fernando San José                                                      | Italien Vincenzo Figuccio Lucio Maurino Luca Valdesi | Serbien und Montenegro Frankreich |
| Kumite    | Spanien Marcos Arenas Tomás Herrero Iván Leal Francisco Martínez Antonio Sánchez David Santana Óscar Vázquez | Bosnien und Herzegowina                              | Kroatien Frankreich               |

## Medaillen Damen

### Einzel
| Kategorie     | Gold             | Silber             | Bronze                          |
| ------------- | ---------------- | ------------------ | ------------------------------- |
| Kata          | Miriam Cogolludo | Petra Nová         | Daniela Berrettoni Sabrina Buil |
| Kumite –53 kg | Kora Knühmann    | Ulrike Fleischmann | Gülderen Çelik Beatrix Tóth     |
| Kumite –60 kg | Petra Naranđa    | Maria Sobol        | Vildan Doğan Selene Guglielmi   |
| Kumite +60 kg | Yıldız Aras      | Emmeline Mottet    | Cristina Feo Tania Weekes       |
| Kumite Open   | Vanesca Nortan   | Snežana Perić      | Yıldız Aras Gloria Casanova     |

### Mannschaft
| Kategorie | Gold                                                               | Silber                                                                     | Bronze                                                          |
| --------- | ------------------------------------------------------------------ | -------------------------------------------------------------------------- | --------------------------------------------------------------- |
| Kata      | Frankreich Jessica Buil Sabrina Buil Laëtitia Guesnel              | Italien Daniela Berrettoni Viviana Bottaro Samantha Piccolo                | Spanien Miriam Cogolludo Ruth Jiménez Almudena Muñoz Mazedonien |
| Kumite    | Spanien Gloria Casanova Cristina Feo Noelia Fernández Lucía Zamora | Deutschland Yasmina Benadda Ulrike Fleischmann Kora Knühmann Nadine Ziemer | Tschechien Bosnien und Herzegowina                              |

## Medaillenspiegel
Ausrichter 
| Platz | Land                    | Gold | Silber | Bronze | Gesamt |
| ----- | ----------------------- | ---- | ------ | ------ | ------ |
| 1     | Spanien                 | 5    | 2      | 5      | 12     |
| 2     | Niederlande             | 3    | 1      | 0      | 4      |
| 3     | Aserbaidschan           | 2    | 0      | 2      | 4      |
| 4     | Frankreich              | 1    | 3      | 6      | 10     |
| 5     | Italien                 | 1    | 2      | 4      | 7      |
| 6     | Deutschland             | 1    | 2      | 0      | 3      |
| 7     | Türkei                  | 1    | 1      | 4      | 6      |
| 8     | Kroatien                | 1    | 0      | 2      | 3      |
|       | Griechenland            | 1    | 0      | 2      | 3      |
| 10    | Schweiz                 | 1    | 0      | 0      | 1      |
| 11    | Tschechien              | 0    | 2      | 1      | 3      |
| 12    | Bosnien und Herzegowina | 0    | 1      | 1      | 2      |
|       | England                 | 0    | 1      | 1      | 2      |
|       | Serbien                 | 0    | 1      | 1      | 2      |
| 15    | Russland                | 0    | 1      | 0      | 1      |
| 16    | Belgien                 | 0    | 0      | 1      | 1      |
|       | Georgien                | 0    | 0      | 1      | 1      |
|       | Ungarn                  | 0    | 0      | 1      | 1      |
|       | Nordmazedonien          | 0    | 0      | 1      | 1      |
|       | Norwegen                | 0    | 0      | 1      | 1      |
| Total | Total                   | 17   | 17     | 34     | 68     |